# Hiroyuki
Hiroyuki (ヒロユキ?  nacido el 23 de abril de 1982) es un mangaka japonés de la Prefectura de Ishikawa, Japón. Se destaca por la creación del manga yonkoma Dōjin Work, que es la primera de sus obras en ser adaptada a una serie de televisión de anime. También creó la serie de manga yonkoma Mangaka-san to Assistant-san to, que se serializó de 2008 a 2012, con una secuela serializada a partir de agosto de 2013, y se adaptó a una serie de televisión de anime que se emitió en 2014. Hiroyuki también ha creado dōjinshis basados en las novelas visuales de Type-Moon Tsukihime y Fate/stay night. Su hermana mayor, Kouji Megumi (恵 広史 Megumi Kōji?), también es artista de manga.

## Trabajos
- Dōjin Work (2004–07)
- Super Oresama Love Story
- Mangaka-san to Assistant-san to  (2008–12, 2013–14)
- Aho Girl (2012 – 17)
- Kanojo mo Kanojo (2020 – Mayo 2023)